# 高知県道34号桂浜はりまや線
高知県道34号桂浜はりまや線（こうちけんどう34ごう かつらはまはりまやせん）は、高知県高知市を通る県道（主要地方道）である。

## 概要
高知市はりまや町一丁目から同市浦戸に至る。

### 路線データ
- 起点：高知市はりまや町一丁目（はりまや交差点、国道32号交点）
- 終点：高知市浦戸（高知県道14号春野赤岡線交点）

## 歴史
- 1993年（平成5年）5月11日 - 建設省から、県道桂浜はりまや線が桂浜はりまや線として主要地方道に指定される[1]。

## 路線状況

### 重複区間
- 高知県道36号高知南環状線（高知市瀬戸西町二丁目 - 高知市長浜）

### 道路施設

#### 橋梁
- 潮江橋（鏡川）
- 孕（はらみ）橋
- 新川川橋（新川川）

#### トンネル
- 宇津野隧道（下り線）：延長574 m、1951年（昭和26年）竣工、高知市
- 新宇津野トンネル（上り線）：延長570 m、1971年（昭和46年）竣工、高知市

## 地理

### 通過する自治体
- 高知市

### 交差する道路
| 交差する道路                                                                                      | 交差する場所     | 交差する場所          |
| ------------------------------------------------------------------------------------------------- | ---------------- | --------------------- |
| 国道32号 国道32号 / 別線 国道55号 重複 国道56号 重複 国道195号 重複 国道197号 重複 国道493号 重複 | はりまや町一丁目 | はりまや交差点 / 起点 |
| 高知県道274号梅ノ辻朝倉線                                                                         | 梅ノ辻           |                       |
| 国道56号 国道197号 重複                                                                           | 桟橋通二丁目     |                       |
| 高知県道366号高知港線                                                                             | 桟橋通五丁目     |                       |
| 高知県道36号高知南環状線 重複区間起点                                                             | 瀬戸西町二丁目   |                       |
| 高知県道36号高知南環状線 重複区間終点                                                             | 長浜             |                       |
| 高知県道14号春野赤岡線                                                                            | 浦戸             | 終点                  |

### 沿線
- とさでん交通桟橋線
  - はりまや橋停留場 - 桟橋通五丁目停留場